# Саквриво
Саквриво (груз. საქვრივო, «вдовий») — налог, выплачиваемый крестьянином своему господину за дозволение вступить в брак с крестьянской вдовой, взыскивавшийся в Грузии во время крепостной зависимости.
Первоначально саквриво состоял из одного быка и одного марчила (60 копеек), в дальнейшем целиком взимался деньгами. Размер сбора мог колебаться, обычно он составлял 10—50 рублей, в зависимости от состояния крестьянина.
Существовал с древних времён, кодифицирован статьёй 203 законодательного уложения царя Вахтанга VI. Сбор саквриво был отменён указом 2 мая 1816 года, однако налог продолжал взиматься и десятилетия спустя. 
Кроме того, термин мог означать вдовью часть наследства.